# المقاتل النهائي: نهائي البطل الذي سيتم تتويجه
المقاتل النهائي: نهائي البطل الذي سيتم تتويجه (بالإنجليزية: The Ultimate Fighter: A Champion Will Be Crowned)‏ المعروف أيضًا باسم المقاتل النهائي 20 (بالإنجليزية: The Ultimate Fighter 20)‏ هي الدفعة العشرون من المسلسل التلفزيوني الواقعي المقاتل النهائي الذي أنتجته يو إف سي. هذا الموسم هو الأول الذي يضم المقاتلات الإناث فقط ، وقد تم استخدامه لتحديد أول بطلة يو إف سي للسيدات في وزن القشة.